# Pertusio
Pertusio (piemontiul: Përtus) település Olaszországban, Lombardia régióban, Torino megyében. Lakosainak száma 747 fő (2023. január 1.). Pertusio Prascorsano, San Ponso, Valperga és Rivara községekkel határos.

## Népesség
A település népességének változása:
| Lakosok száma | 765  | 763  | 747  |
|               | 2017 | 2018 | 2023 |